# Eberhard Vogdt
Eberhard Konrad Roman Vogdt (27 de julio de 1902-9 de febrero de 1964) fue un deportista estonio que compitió en vela en la clase 6 Metre. Participó en los Juegos Olímpicos de Ámsterdam 1928, obteniendo una medalla de bronce en la clase 6 Metre.

## Palmarés internacional
| Juegos Olímpicos | Juegos Olímpicos         | Juegos Olímpicos  | Juegos Olímpicos |
| Año              | Lugar                    | Medalla           | Clase            |
| ---------------- | ------------------------ | ----------------- | ---------------- |
| 1928             | Ámsterdam (Países Bajos) | Medalla de bronce | 6 Metre          |